# Cerastium viscatum
Cerastium viscatum là loài thực vật có hoa thuộc họ Cẩm chướng. Loài này được (Montel.) Jalas mô tả khoa học đầu tiên năm 1963.